# Opogona euprosopis
Opogona euprosopis är en fjärilsart som beskrevs av Edward Meyrick 1927. Opogona euprosopis ingår i släktet Opogona och familjen äkta malar.
Artens utbredningsområde är Samoa. Inga underarter finns listade i Catalogue of Life.